# Moisey Pistrak
Moisey Mikhaylovich Pistrak (1888 - 1940) foi um educador socialista que viveu na Rússia e influenciou as ideias pedagógicas do período pós-revolução russa de 1917. Pouco se sabe de sua vida pessoal, somente o legado de sua obra. O livro mais conhecido do autor é "Fundamentos da Escola do Trabalho", escrito em 1924, que é forte referência da pedagogia socialista da República Soviética.
Educador, que se situa na linha dos grandes educadores russos, Pistrak foi atuante no início da Revolução de 1917 e propunha a transformação da escola burguesa em uma escola revolucionária. Para ele era importante desconstruir a escola de então e recomeçar uma escola nova. Isto porque sua visão educacional foi concomitante ao período de ascensão das massas na Revolução Russa e esta necessitava de homens que não cultuassem o passado, e homens desalienados e ansiosos por criar o futuro. 
“ A ideia básica de uma nova sociedade que realizaria a fraternidade e a igualdade (...) Neste período, a Revolução Russa era uma esperança que ainda não havia sido enterrada pela hegemonia da burocracia sob Stalin, a qual reduziria o projeto revolucionário soviético a uma política de industrialização.” (TRATEMBERG,1981, 8)
Os professores deveriam ser reeducados e reaprender a prática docente nesta nova escola. Nos ideários de Pistrak fez-se presente o projeto da revolução soviética no que tange a educação, principalmente no nível primário e secundário. De acordo com TRATEMBERG (1981), a base da nova instituição escolar idealizada por Pistrak parte da ênfase nas leis gerais que regem o conhecimento do mundo natural e social, da preocupação com o atual, das leis do trabalho humano, os dados da estrutura psicofísica dos educandos e por fim, do método dialético que atua como a força organizadora do mundo. É desta forma que Pistrak define a Escola do Trabalho.
Pistrak trabalhava sob pressão dos desdobramentos da revolução russa, e a responsabilidade de sucesso da primeira experiência socialista no âmbito político econômico e educacional, o que justificava a ênfase dada pelo autor ao trabalho industrial. O trabalho na fábrica abrange o complexo de relações sociais de produção, e isto propiciava a observação dos preceitos importantes para ele, devido a isto Pistrak elabora um ambiente escolar próximo da fábrica.